# Гулд, Келли
Келли Кристин Гулд (англ. Kelly Kristen Gould; род. 4 августа 1999, Лос-Анджелес, Калифорния) — американская юная актриса. Наиболее известна своей постоянной ролью Роузи в сериале Disney Channel «Джесси».

## Жизнь и карьера
Актёрская карьера Гулд началась в возрасте трёх недель. В шесть недель снялась в роли маленького Боно Чеза в фильме о Сонни и Шер. В 2005 году она сыграла роль четырёхлетней Люси, дочери Луи и Ким в сериале HBO «Счастливчик Луи». Позже появлялась в различных телешоу, сериалах и фильмах, включая комедию 2007 года «Лезвия славы: Звездуны на льду». Снималась в роли Шеннон Клеменс в сериале «Рита Рокс» на протяжении всей его трансляции. Играла роль Роузи, лучшей подруги Эммы Росс в сериале Disney Channel «Джесси».

## Фильмография
| Год  | Название                       | Роль   | Примечания                        |
| ---- | ------------------------------ | ------ | --------------------------------- |
| 2007 | Лезвия славы: Звездуны на льду | Медди  |                                   |
| 2009 | Нянька по вызову               | Сэди   |                                   |
| 2010 | Один брат на весь отряд        | Рэйчел | Оригинальный фильм Disney Channel |
| 2012 | 16-летняя любовь               | Эллен  |                                   |

| Год       | Название               | Роль              | Примечания                                        |
| --------- | ---------------------- | ----------------- | ------------------------------------------------- |
| 2004      | Сильное лекарство      | Молли Молика      | «Золушка в клинике» (5 сезон: 12 серия)           |
| 2005      | Прогресс Джейка        | Ребёнок #1        | «Отчаянный домохозяин» (1 сезон: 8 серия)         |
| 2006-2007 | Счастливчик Луи        | Люси              | Главная роль; 13 эпизодов                         |
| 2007      | Ханна Монтана          | маленькая девочка | Эпизод «My Best Friend’s Boyfriend»               |
| 2007      | Говорящая с призраками | Молодая мелинда   | «All Ghosts Lead to Grandview» (3 сезон: 9 серия) |
| 2008      | Детектив Раш           | Майя Росс         | «Саботаж» (5 сезон: 12 серия)                     |
| 2008-2009 | Рита Рокс              | Шеннон Клеменс    | Главная роль; 26 эпизодов                         |
| 2011      | Держись, Чарли!        | Хезер             | Эпизод: «PJ in the City»                          |
| 2012-2013 | Джесси                 | Роузи             | Постоянная роль                                   |
| 2014      | Дакота Стар            | Скайлар Джонсон   | Главная роль                                      |
| 2015      | Проект Mc2             | Дебора Лирегран   | Главная роль                                      |